# Арбат-опера
«Арбат-Опера» — камерный музыкальный театр-антреприза, созданный в 1999 году в Москве.

## История
Камерный музыкальный театр «Арбат-Опера» был создан по инициативе руководства Центрального Дома Актёра имени А. А. Яблочкиной и лично Маргариты Александровны Эскиной (22.12.1933 — 11.02.2009), многие годы возглавлявшей ЦДА. Там же, в Доме Актёра на Арбате, вновь созданный театр получил свою первую «прописку». Открылась «Арбат-Опера» премьерой оперы Н. А. Римского-Корсакова «Моцарт и Сальери». С первых дней существования театр возглавляет известный российский оперный режиссёр Ольга Тимофеевна Иванова.

## Репертуар
- «Анна и Дедо» (Anna&Dedo) Дж. Моргуласа
- «Колокольчик» Г. Доницетти
- «Кофейная кантата» И.-С. Баха
- «Моцарт и Сальери» Н. А. Римского-Корсакова
- «Покаяние», спектакль на духовную музыку русских композиторов
- «Пьета», спектакль на музыку кантаты Дж.-Б. Перголези «Stabat Mater»
- «Реквием» (The Requem) Дж. Моргуласа на стихи Анны Ахматовой
- «Синьор Брускино» Дж. Россини
- «Служанка — госпожа» Дж.-Б. Перголези*"Троица", спектакль на русскую духовную музыку
- «Человеческий голос» Ф. Пуленка